# Nowooleksandriwka (Dnipro)
Nowooleksandriwka (ukrainisch Новоолександрівка; russisch Новоалександровка Nowoalexandrowka) ist ein Dorf in der Oblast Dnipropetrowsk in der Ukraine mit etwa 4900 Einwohnern. Das Dorf ist Zentrum der gleichnamigen Landratsgemeinde. Auf dem Gemeindegebiet liegt die Ruine der Festung Kodak und der Flughafen Dnipro.

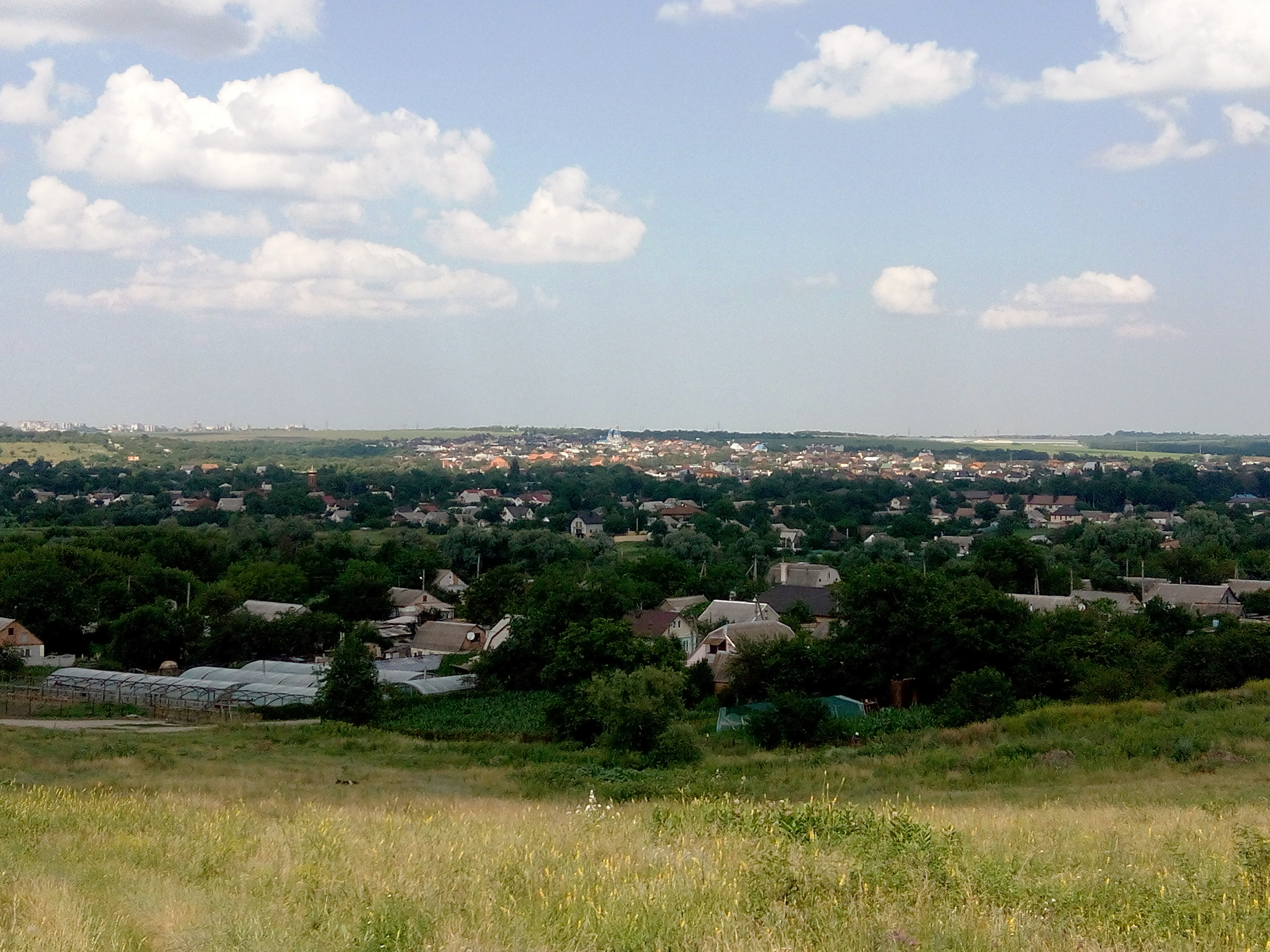
Blick auf den Ort

## Geographie
Nowooleksandriwka liegt im Süden des Rajon Dnipro an der Fernstraße N 08 und am Ufer des Mokra Sura. Die zur Stadt Dnipro zählende Siedlung städtischen Typs Awiatorske sowie der Flughafen Dnipro liegen im Nordwesten des Gemeindegebietes. Im Norden grenzt das Gemeindegebiet an die Stadt Dnipro, im Westen an Sursko-Lytowske und im Osten an den Dnepr.

## Verwaltungsgliederung
Am 14. August 2015 wurde das Dorf zum Zentrum der neugegründeten Landgemeinde Nowooleksandriwka (Новоолександрівська сільська громада/Nowooleksandriwska silska hromada). Zu dieser zählten auch die 10 in der untenstehenden Tabelle aufgelisteten Dörfer sowie die Ansiedlung Doslidne, bis dahin bildete es zusammen mit den Dörfern Bratske, Dniprowe, Dorohe, Kamjanka, Stari Kodaky und Tschuwylyne sowie der Ansiedlung Doslidne die gleichnamige Landratsgemeinde Nowooleksandriwka (Новоолександрівська сільська рада/Nowooleksandriwska silska rada) im Südosten des Rajons Dnipro.
Folgende Orte sind neben dem Hauptort Nowooleksandriwka Teil der Gemeinde:
| Name                     | Name           | Name                              |
| ukrainisch transkribiert | ukrainisch     | russisch                          |
| ------------------------ | -------------- | --------------------------------- |
| Bratske                  | Братське       | Братское (Bratskoje)              |
| Dniprowe                 | Дніпрове       | Днепровое (Dneprowoje)            |
| Dorohe                   | Дороге         | Дорогое (Dorogoje)                |
| Doslidne                 | Дослідне       | Дослидное (Doslidnoje)            |
| Kamjanka                 | Кам’янка       | Каменка (Kamenka)                 |
| Majorka                  | Майорка        | Майорка                           |
| Rakschiwka               | Ракшівка       | Ракшевка (Rakschewka)             |
| Stari Kodaky             | Старі Кодаки   | Старые Кодаки (Staryje Kodaki)    |
| Tscherwonyj Sadok        | Червоний Садок | Червоный Садок (Tscherwony Sadok) |
| Tschuwylyne              | Чувилине       | Чувилино (Tschuwilino)            |
| Woloske                  | Волосское      | Андреевка (Wolosskoje)            |